# 십대여성인권센터
십대여성인권센터는 약자에 대한 성착취를 반대해 왔던 조진경 대표의 십수년동안 반성매매 활동과 고민의 결실로 십대와 여성, 사이버 성착취 피해지원과 성인권 향상을 위해 활동하는 비영리민간단체로 2012년 12월에 설립했다.
현재 서울시와 여성가족부로부터 아동・청소년 성매매 피해 상담소 및 성착취 피해 아동・청소년 통합지원센터를 수탁・운영하고 있다.
십대여성인권권센터는 성매매를 인간의 존엄을 해치는 폭력과 착취로 규정하며, 빈곤과 불평등한 기회, 차별 등의 이유로 발생한다고 보며
1) 아동・청소년과 십대여성에 집중한다. 십대여성인권센터는 독립적 주체로서 자율과 선택, 스스로의 책임을 강조하는 ‘십대여성'과 또한 사회적인 보호가 필요한 대상임을 드러내주는 ‘아동・청소년’이라는 용어를 동시에 사용하고 있다.
2) 성매매가 아닌 성착취로 바라본다. 성매매는 동등한 관계의 두 당사자 사이에서 발생하는 거래의 의미를 담고 있어 성매매의 착취성을 은폐하는 측면이 강하므로 아동・청소년을 대상으로는 ‘매매'라는 단어가 더욱 적절하지 않다.
3) 성매매를 단지 개인의 범법 행위 또는 일탈 행동이 아니라 사회적, 문화적, 경제적, 정치적, 외교적인 상황들과 복합적으로 결합된 고질적인 사회문제라는 점에서 성매매의 근본 원인을 바라보고 통합적으로 접근한다. 4) 십대여성인권센터는 성착취 문제를 다루고 사회변화를 위해 노력함에 있어 성인권 향상을 추구한다.

###### 비젼
- 여성과 아동·청소년 등 약자에 대한 성착취 목적의 인신매매에 반대하는 국제적인 행동단체
- 아동청소년/인터넷/성매매 방지를 위한 통합적 지원센터
- 성착취 목적 인신매매 방지를 위한 국제 네트워크 구축과 아시아의 반성매매 허브 기관

###### 목적
- 십대 아동·청소년의 성매수 범죄 피해지원을 비롯한 성인권 향상에 기여
- 아동․청소년 성매수 범죄 피해자 지원을 위한 상담과 통합지원서비스 제공
- 사이버또래상담원 양성과 지속교육
- 아동․청소년 사이버 성매수 범죄 피해 관련 이슈 생산 및 연대 활동
- 아동·청소년 성착취 방지를 위한 아시아 네트워크 구축 및 국제연대

## 관련자료
- 주요 발간물
- 주요 보도자료 목록